# Thalidomide
Thalidomide, được bán dưới tên thương hiệu Contergan và Thalomid, là một loại thuốc được sử dụng để điều trị một số bệnh ung thư (bao gồm cả bệnh đa u tủy ), bệnh thải ghép đối với vật chủ và một số tình trạng da bao gồm các biến chứng của bệnh phong. Mặc dù nó đã được sử dụng trong một số bệnh liên quan đến HIV, việc sử dụng như vậy có liên quan đến việc gia tăng mức độ vi rút. Nó được dùng bằng đường uống qua miệng.
Các tác dụng phụ thường gặp bao gồm buồn ngủ, phát ban và chóng mặt. Các tác dụng phụ nghiêm trọng bao gồm hội chứng ly giải khối u, cục máu đông và bệnh thần kinh ngoại vi. Sử dụng trong thai kỳ có thể gây hại cho thai nhi, bao gồm cả việc dẫn đến dị tật các chi. Đối với nam giới đang dùng thuốc, biện pháp tránh thai là cần thiết nếu bạn tình của anh ta có thể mang thai.  Nó là một loại thuốc điều hòa miễn dịch và hoạt động theo một số cơ chế, bao gồm kích thích tế bào T và giảm sản xuất TNF-α. 
Thalidomide lần đầu tiên được bán trên thị trường vào năm 1957 tại Tây Đức, nơi nó được bán không cần kê đơn.  Khi lần đầu tiên được phát hành, thalidomide được quảng cáo đặc trị chứng lo lắng, khó ngủ, "căng thẳng" và ốm nghén. Mặc dù ban đầu nó được cho là an toàn trong thai kỳ, những lo ngại về dị tật bẩm sinh đã xuất hiện vào năm 1961 và loại thuốc này đã bị loại bỏ khỏi thị trường ở châu Âu vào năm đó.   Tổng số phôi thai bị ảnh hưởng do sử dụng trong thời kỳ mang thai ước tính khoảng 10.000, trong đó khoảng 40% đã chết trong khoảng thời gian ngay trước hoặc sau sinh. Những trẻ em sống sót có các vấn đề về chân tay, mắt, đường tiết niệu và tim.  Sự xâm nhập ban đầu của thuốc này vào thị trường Hoa Kỳ đã bị Frances Kelsey tại FDA ngăn cản.  Các dị tật bẩm sinh do thalidomide gây ra đã dẫn đến việc phát triển các quy định và giám sát thuốc tốt hơn ở nhiều quốc gia trên thế giới.  
Thalidomide đã được phê duyệt để sử dụng chữa bệnh ung thư ở Hoa Kỳ vào năm 1998.  Nó nằm trong Danh sách Thuốc thiết yếu của Tổ chức Y tế Thế giới và có sẵn như một loại thuốc gốc. 

## Công dụng
Thalidomide ban đầu là một thuốc an thần sử dụng tương đối rộng rãi tại châu Âu thập kỷ 60 của thế kỷ 20. Thalidomide có thể dùng trong điều trị đa u tủy (multiple myeloma) và ban đỏ nốt do bệnh phong (erythema nodosum leprosum).

## Tác hại đến thai nhi
Sử dụng Thalidomide trong khi mang thai có thể gây khiếm khuyết cho cơ thể thai nhi, nhất là làm cụt hai tay, hai chân. Thập kỷ 60 thế kỷ 20 có rất nhiều trường hợp dị tật thai nhi ở châu Âu do thalidomide. Trong lịch sử ngành dược gọi đó là "thảm họa thalidomide". Sau đó việc thử lâm sàng và giám sát ADR đối với các thuốc mới rất được chú trọng.